# Режим выживания
Режим выживания — режим в компьютерных играх, где игрок должен выживать в игре как можно дольше, пока игра посылает различные задания. Также существует вариант, когда игрок должен достичь какого либо момента. Особенно распространён этот режим в играх по защите башен, когда игрок должен улучшать части башен, чтобы отражать нарастающие удары противника. Режим можно сравнить с классическими аркадными играми, когда игрок должен улучшать себя, чтобы защититься от противника. Этот режим мог дать непредсказуемое окончание игры, что очень нравилось игрокам. Другой популярной темой режима выживания является борьба с естественными потребностями человека: необходимостью есть, спать, сохранять тепло и душевное равновесие.
Популярнейшая серия игр с таким режимом с противниками-зомби — это Left 4 Dead, а также игра из серии Call of Duty: Call of Duty: World at War, игра по защите башен Plants vs. Zombies и Gears of War 2. Также, игры-песочницы, такие как Minecraft, дают преимущество: монстры появляются только ночью.
В режиме выживания нередко встречается режим перманентной смерти: когда со смертью главного героя игра заканчивается без возможности загрузить ранее сохраненный прогресс (примеры: DayZ, Don't Starve, разрабатываемая The Long Dark).